# Palazzo Borgherini-Rosselli del Turco
Ne doit pas être confondu avec Palazzo Rosselli del Turco.
Le Palazzo Borgherini-Rosselli del Turco est un palais de style Renaissance situé dans le centre de Florence. Il se trouve à côté de l'église de Santi Apostoli.

## Histoire
Le palais a été conçu par Baccio d'Agnolo. De ce palais, en 1529, ont été expropriés les coffres avec des panneaux peints par Jacopo Pontormo pour les Borgherini.
Le Palazzo Bartolini-Salimbeni à proximité sur la Piazza Santa Trinita a également été conçu par Baccio d'Agnolo.

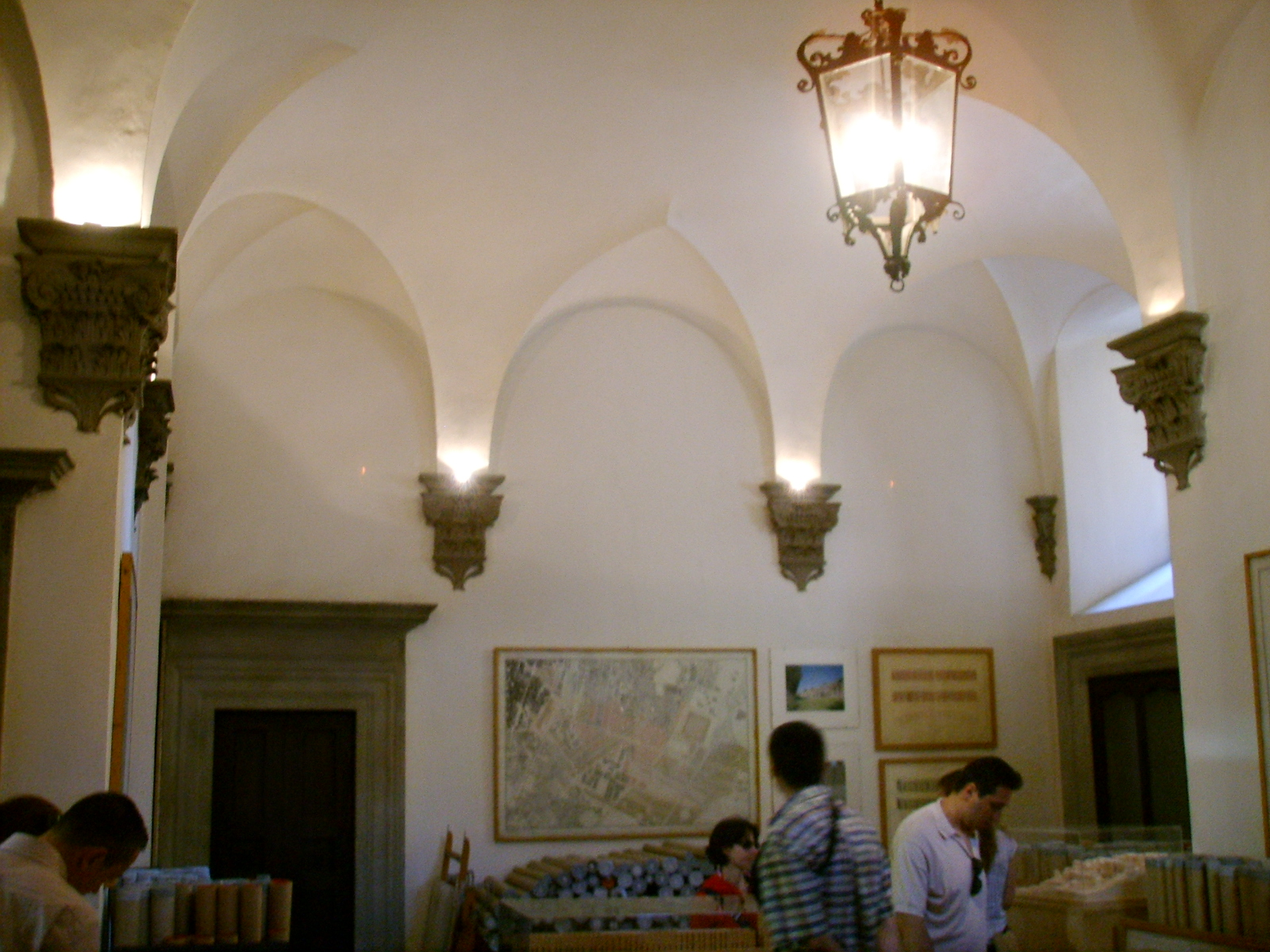
L'atrium
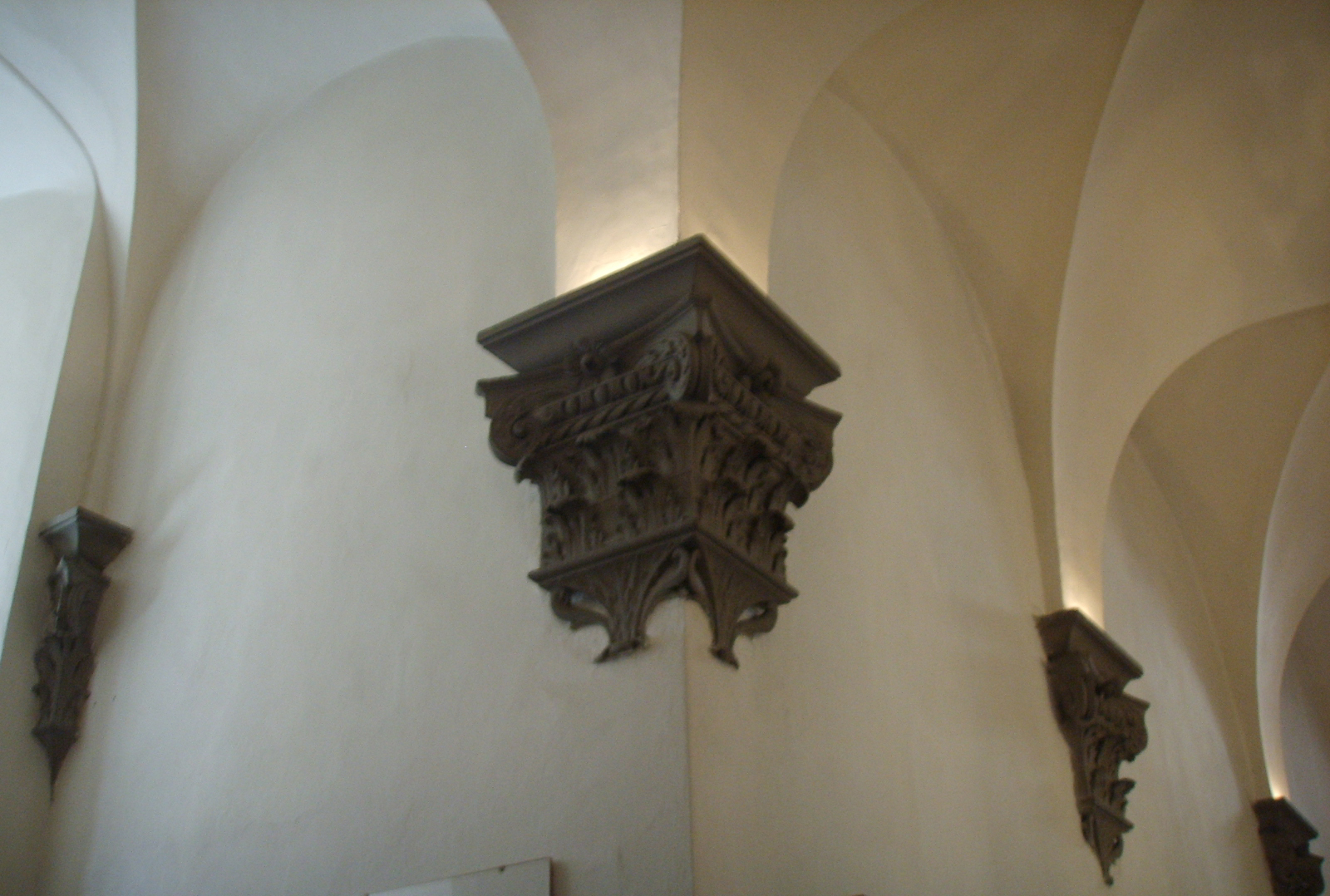
Chapiteau de l'atrium
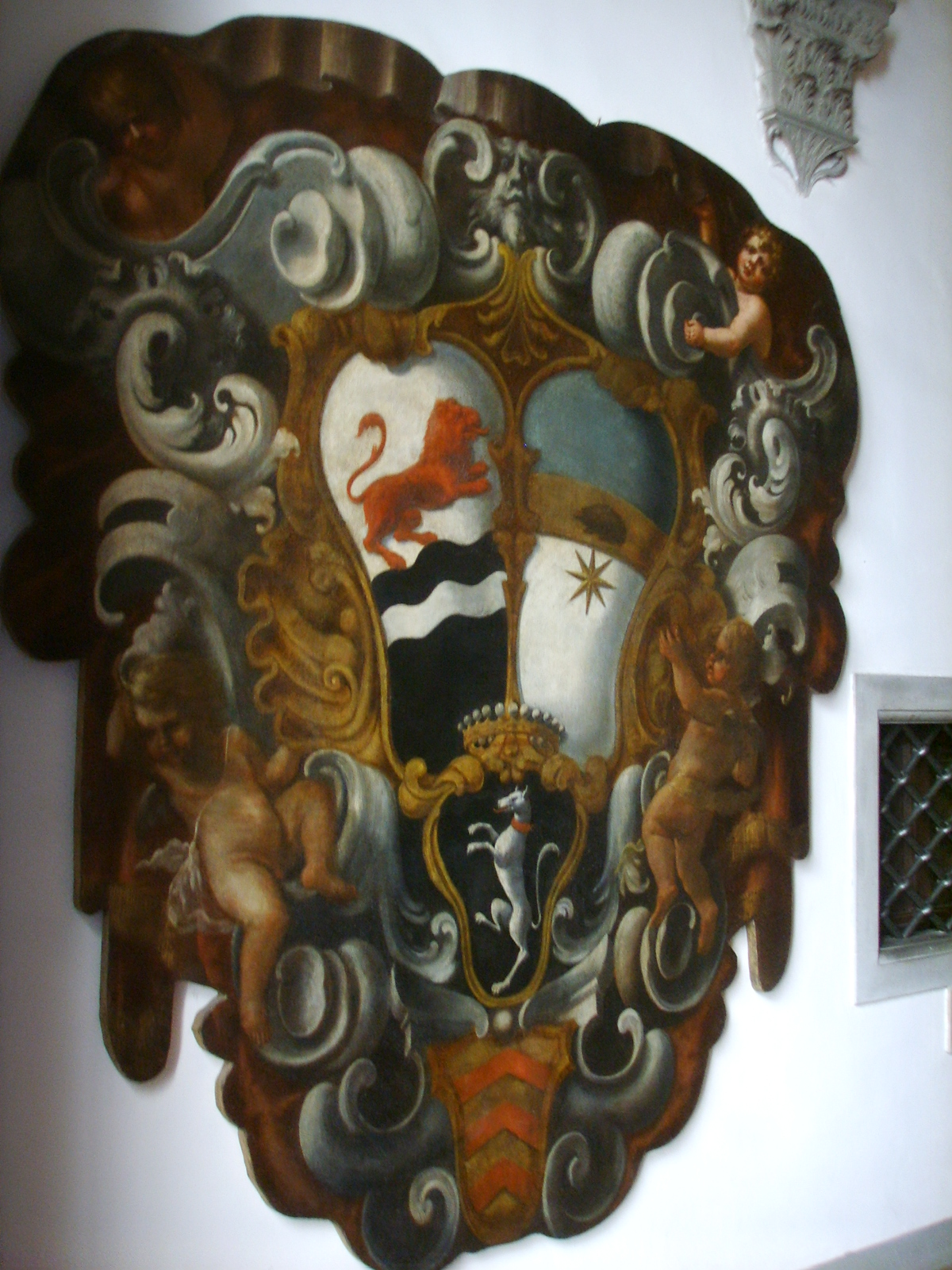
Blason